# João da Costa Lima e Castro (médico)
João da Costa Lima e Castro (Macaé, 11 de junho de 1851 – Rio de Janeiro, 24 de junho de 920) foi um médico brasileiro.
Doutorado em medicina pela Faculdade de Medicina do Rio de Janeiro em 1878, defendendo a tese “Operações reclamadas pelas retenções das urinas”. Foi eleito membro da Academia Nacional de Medicina em 1904, com o número acadêmico 241, na presidência de Joaquim Pinto Portella.